# André Brassinne
André Marie Albert Brassine (Brussel, 25 september 1876 - 12 augustus 1948) was een Belgisch volksvertegenwoordiger.

## Levensloop
Brassinne was aannemer van openbare werken.
Hij werd verkozen tot gemeenteraadslid van Brussel in 1912 en was schepen van openbare werken van 1921 tot 1927.
Hij werd in 1921 verkozen tot katholiek volksvertegenwoordiger voor het arrondissement Brussel en bleef dit mandaat bekleden tot in 1929.